# Rhynchina obliqualis
Rhynchina obliqualis là một loài bướm đêm trong họ Erebidae.